# Palo Santo (album Years & Years)
Palo Santo è il secondo album in studio del gruppo musicale britannico Years & Years, pubblicato il 6 luglio 2018 dalla Polydor Records.

## Tracce
1. Sanctify – 3:09
2. Hallelujah – 3:39
3. All for You – 3:39
4. Karma – 3:13
5. Hypnotised – 4:03
6. Rendezvous – 3:04
7. If You're Over Me – 3:09
8. Preacher – 3:26
9. Lucky Escape – 3:46
10. Palo Santo – 4:02
11. Here – 1:39

Tracce bonus nell'edizione Deluxe fisica
1. Howl – 3:53
2. Don't Panic – 3:15
3. Up in Flames – 3:34

Edizione Deluxe fisica giapponese
1. Coyote – 3:50
2. If You're Over Me (Remix featuring Key) – 3:15

Edizione Deluxe digitale
1. Play (with Jax Jones) – 3:06
2. Valentino (with MNEK) – 3:02
3. Howl – 3:53
4. Don't Panic – 3:15
5. Up In Flames – 3:34

## Formazione
- Olly Alexander - voce, synth, tastiere, piano
- Mikey Goldsworthy - synth, tastiere, basso
- Emre Türkmen - synth, tastiere, elettronica, chitarra, altro

## Classifiche
| Classifica (2018) | Posizione massima |
| ----------------- | ----------------- |
| Australia         | 26                |
| Austria           | 50                |
| Belgio (Fiandre)  | 6                 |
| Belgio (Vallonia) | 25                |
| Canada            | 52                |
| Danimarca         | 22                |
| Finlandia         | 18                |
| Germania          | 27                |
| Irlanda           | 7                 |
| Norvegia          | 13                |
| Paesi Bassi       | 14                |
| Polonia           | 22                |
| Regno Unito       | 3                 |
| Spagna            | 68                |
| Stati Uniti       | 75                |
| Svezia            | 38                |
| Svizzera          | 15                |